# 若林區
若林区（日语：／ Wakabayashi ku */?）是日本宮城縣仙台市的5區之一，位於該市東南部。